# Valladolid (Jukatan)
Valladolid (Valladolidⓘ), w języku majańskim Saki – „Biała”, miasto i gmina w meksykańskim stanie Jukatan, w odległości ok. 160 km drogowych na wschód od stolicy stanu Mérida. Dzięki doskonale zachowanej kolonialnej architekturze i strukturze miasta Valladolid zostało zaliczone w sierpniu 2012 r. do meksykańskich „miast magicznych” – plueblos mágica. Atrakcji turystycznej dodaje mu bliskość jednego z najważniejszych zabytków Majów na Jukatanie – ruin Chichén Itzá. Według spisu ludności w 2010 r. miasto liczyło 45 868 mieszkańców, będąc tym samym trzecim co do liczebności miasten stanu, gmina Valladolid wraz z otaczającymi je osiedlami (m.in. Popolá, Kanxoc, Yalcobá i Xocén) miała 74 217 mieszkańców; w 2015 r. było ich 80 313. Valladolid leży w strefie klimatu tropikalnego.

## Historia
Założone zostało jako pueblo 28 maja 1543 r. przez hiszpańskiego konkwistadora Francisco de Montejo zwanego el sobrino (siostrzeniec), który wspólnie ze swoim wujem Francisco de Montejo (zwanym el adelantado) i swoim kuzynem Francisco de Montejo (el mozo), przyczynił się walnie do podboju Jukatanu podczas wypraw w latach 1527–1543 i poddania go koronie hiszpańskiej. Nazwanie nowego pueblo Valladolid miało podkreślać jego związek z Koroną, gdyż przejmowało nazwę ówczesnej stolicy Hiszpanii i siedziby królewskiego dworu – Valladolid w Kastylii. Ulokowanie osiedla w zatoce Chouac-Há nie było szczęśliwe ze względu na uciążliwy klimat i plagę przenoszących choroby komarów, więc w niespełna dwa lata później (24 marca 1545 r.) osadnicy wymusili przeniesienie kolonii w głąb kraju. Wybór padł na miasto i ośrodek religijny Majów Cupules nazywane przez nich Zaci lub Zaci-Val, które zburzono, aby z tak uzyskanego kamienia budowlanego wznieść kolonialną siedzibę Hiszpanów w tym rejonie. Królestwo Cupules rozciągało się wokół świątyń w Chichen Itza i Ek Balam, którego kres postępował jednak nieodwołalnie na skutek ekspansywnej kolonizacji Hiszpanów i współzawodnictwa z innymi sektami Majów. W rok po przeniesieniu Valladollid Majowie powstali w rebelii przeciw kolonizatorom, zostali jednak pobici przez oddziały sprowadzone z Meridy.
Następne wieki hiszpańskiej epoki kolonialnej na Jukatanie przyniosły zarówno schyłek religijnej kultury Majów, jak i rozwarstwienie społeczne, które doprowadziło do wybuchu w 1847 r. tzw. wojny kast (Guerra de Castas). Kolonizatorzy brutalnie podporządkowali sobie miejscową ludność traktując ją jako siłę roboczą, nawracając na wiarę katolicką i w pogardzie mając ich własną kulturę. Wzniecane co raz rebelie i powstania (np. wielki zryw w 1761 r., któremu przewodził Jacinto Canek) były bezlitośnie i krwawo tłumione. Wybicie się Meksyku w 1821 r. na niepodległość i włączenie do niego wśród wewnętrznych starć w 1823 r. Jukatanu pogorszyło sytuację materialną Majów. Wielkie obszary Jukatanu przeznaczone zostały na plantacje tytoniu, trzciny cukrowej i agawy sizalowej, często kosztem ziem należących do społeczności Majów. Ich nowi właściciele (Yucatecos, czyli potomkowie europejskich kolonizatorów) sprowadzili pozycję większości okolicznych Majów do eksploatowanej niczym niewolnicy warstwy pracowników najemnych lub nakładali na nich rujnujące daniny i podatki. Formalnie wolni i przewyższający Yucataneos liczbowo, Majowie upomnieli się w 1847 r. o swoje prawa i przystąpili do wznieconej kilka miesięcy wcześniej rebelii w nieodległym Tepich. Valladolid było areną kilku krwawych wydarzeń w wojnie kast, jak np. egzekucji jednego z przywódców Majów, Manuela Antonio Ay, czy dwumiesięcznego oblężenia przez siły rebelianckie. Choć oficjalne jej zakończenie nastąpiło we wrześniu 1915 r., konflikt między różnymi grupami etnicznymi Jukatanu, mający przyczyny zarówno społeczno-gospodarcze, jak i polityczne, nie był zażegnany.

## Klimat
Valladolid leży w strefie tropikalnego klimatu sawann, tj. Aw w klasyfikacji klimatów Köppena. Warunki klimatyczne odpowiadają klimatowi tropikalnemu z niewielkimi zmianami rocznej temperatury na średnim poziomie 12,8% i porą deszczową w lecie. Średnia temperatura roczna wynosi 26,6 °C, przy czym najcieplejsze są maj, czerwiec, lipiec i sierpień, kiedy to popołudniowe temperatury mogą być wyższe niż 40 °C. Najchłodniejsze są grudzień, styczeń i luty, ale średnio powyżej 20 °C, choć odnotowano też w styczniu temperatury 7–8 °C. Średnia roczna opadów to 1141,2 mm, a najbardziej wilgotne są miesiące od czerwca do października – okresu meksykańskiego monsunu. Najmniej opadów przypada na okres od lutego do kwietnia.

## Zabytki i atrakcje turystyczne
Plan miasta odpowiada typowej strukturze hiszpańskich miast kolonialnych z szachownicowym układem szerokich ulic i dużym placem centralnym. Wraz z przyległymi dzielnicami (barrios) Sisal, Candelaria, San Lucia i San Juan tworzy on wspólnie Centro Histórico, w którym stoi siedem kościołów.

Valladolid, plan miasta i okolic

Na południowej pierzei placu Francisco Cantón mieści się główny kościół Valladolidu – Iglesia de San Servacio e Gervasio – zbudowana na miejscu wcześniejszego kościoła. W 1705 r. biskup Pedro De Los Rios Reyes nakazał jego zburzenie po tym, jak we wnętrzu kościoła zamordowano dwóch radnych miejskich szukających w nim schronienia przed tłumem mieszkańców rozjuszonych ich urzędniczą samowolą. Ta el crimen de los alcaldes zbezcześciła święty przybytek, więc aby odkupić ten czyn, natychmiast przystąpiono do budowy nowego kościoła. Za nieodzowne uznano przy tym zmienienie orientacji ołtarza i głównego wejścia. Oryginalne wejście od Calle 42, gdzie nadal znajdują się rzeźby św. Piotra i Pawła, zastąpiono tym od północy, od strony placu Francisco Cantón. Także główny ołtarz mieści się po zachodniej stronie kościoła, a nie jak w tradycyjnych kościołach kolonialnych zwróconych w stronę Rzymu. Jeden z cenniejszych zabytków w tym kościele jest boczny ołtarz w hiszpańsko-mekstykańskim stylu barokowym – churrirgueryzmu (Churrigueresque).
Centrum miasta
- Kościół św. Gerwazego i Protazego (San Servacio e Gervasio)

- Park Parque Francisco Cantón de Rosado – centralny park i plac miasta

- Urząd miasta i gminy (Palacio Municipal)

- Cenote Zaci – leży w obrębie miasta i jest ogólnie dostępna

- Dom kultury (Casa de la Cultura)

- Casa de los Venados – prywatne muzeum meksykańskiej sztuki ludowej i współczesnej

- Targ rzemieślniczy (Mercado de Artesanías) na rogu Calle 39 und 44 – Valladolid znane jest z wyrobów skórzanych, w szczególności toreb i butów

- Ośrodek rękodzielnictwa (Centro Artesanal Zaci)

- Targ miejski (Bazar Municipal)

- Muzeum historyczne (Museo San Roque) – znajduje się w XVI-wiecznym gmachu dawnego zakonu, zbiory poświęcone są historii Jukatanu, a także dzisiejszym obyczajom i kulturze Majów

- Park Parque de los Héroes

- Uliczki Las 5 Calles

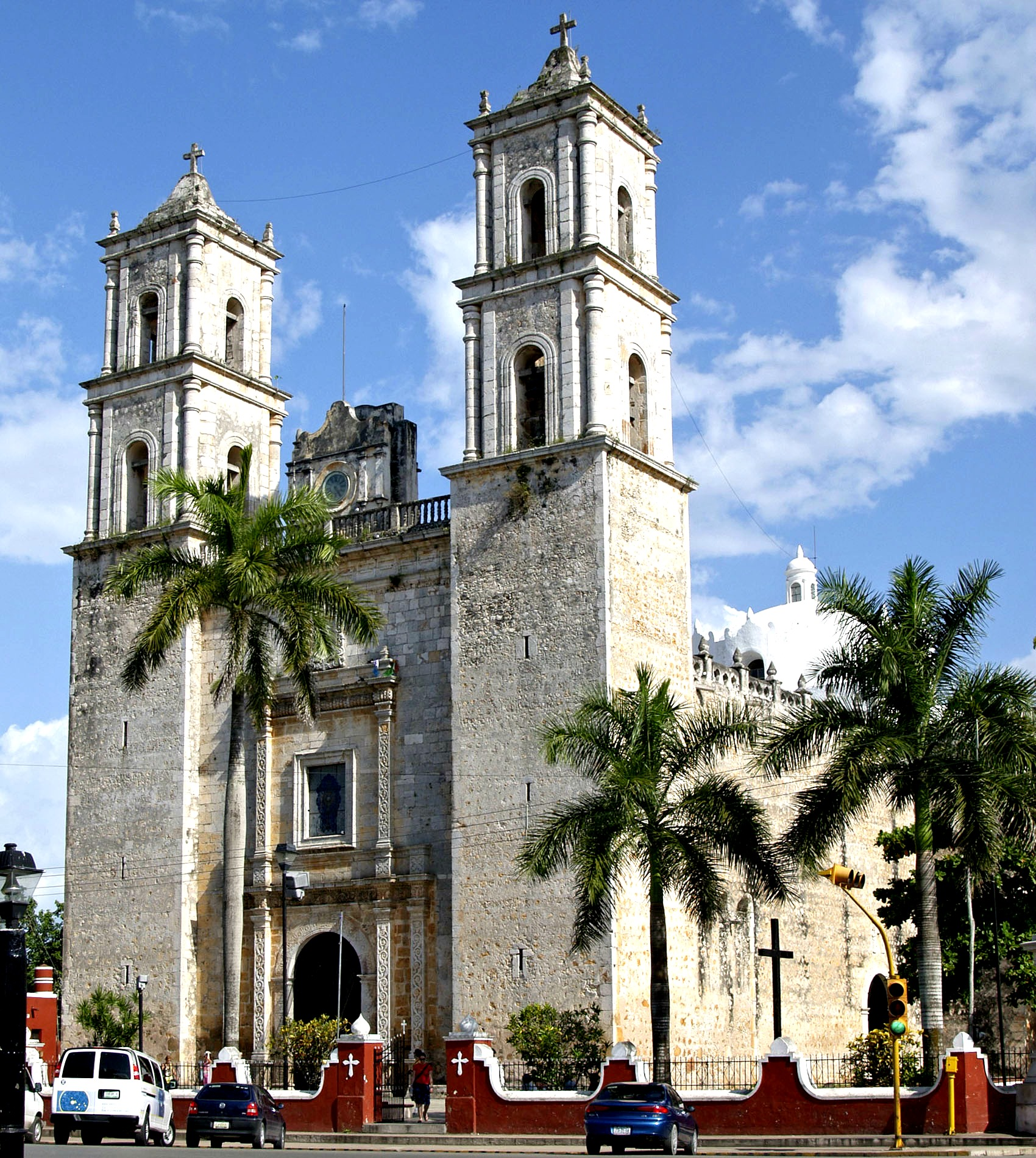
Kościół św. Gerwazego
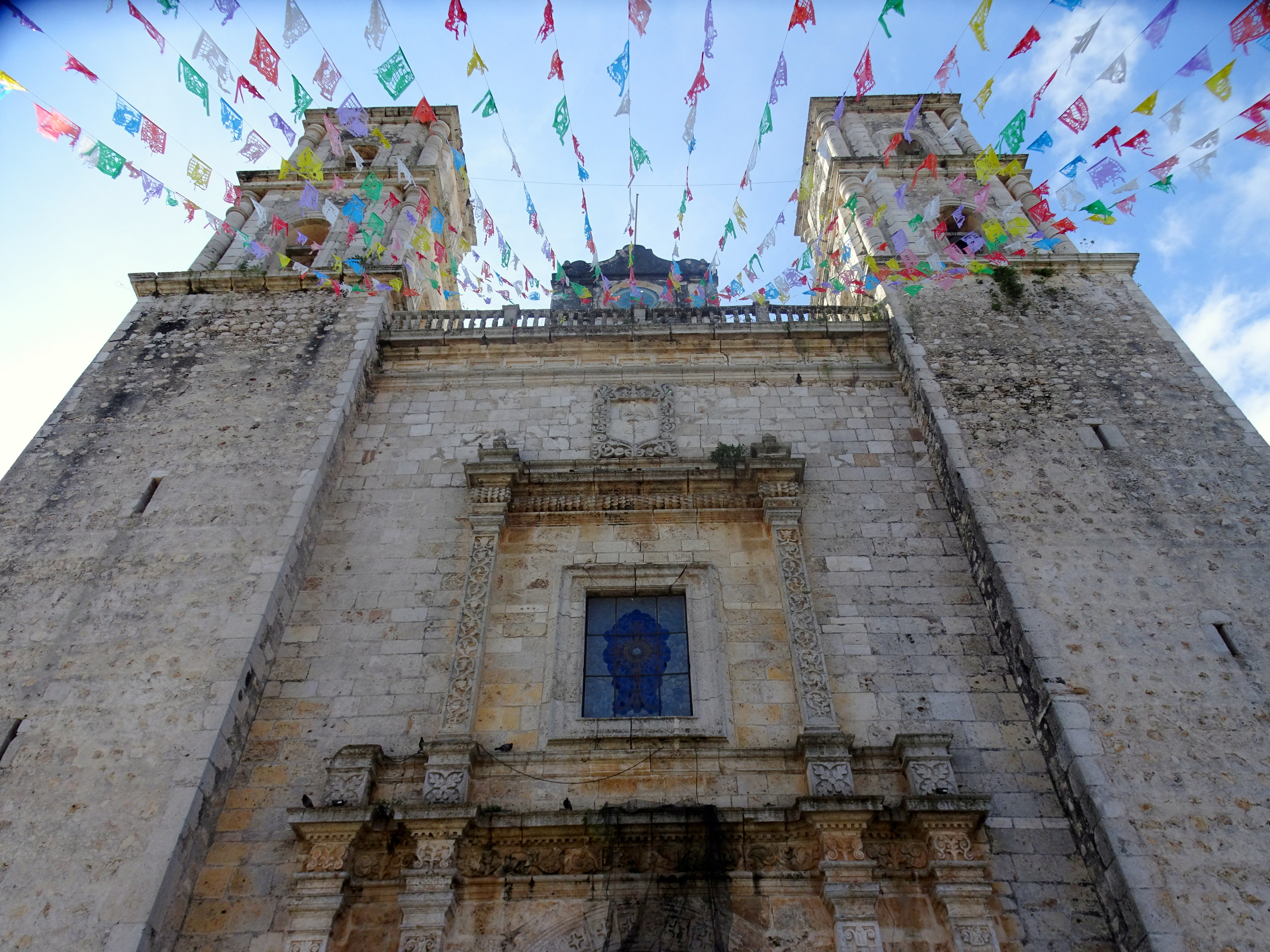
Fasada kościoła św, Gerwazego
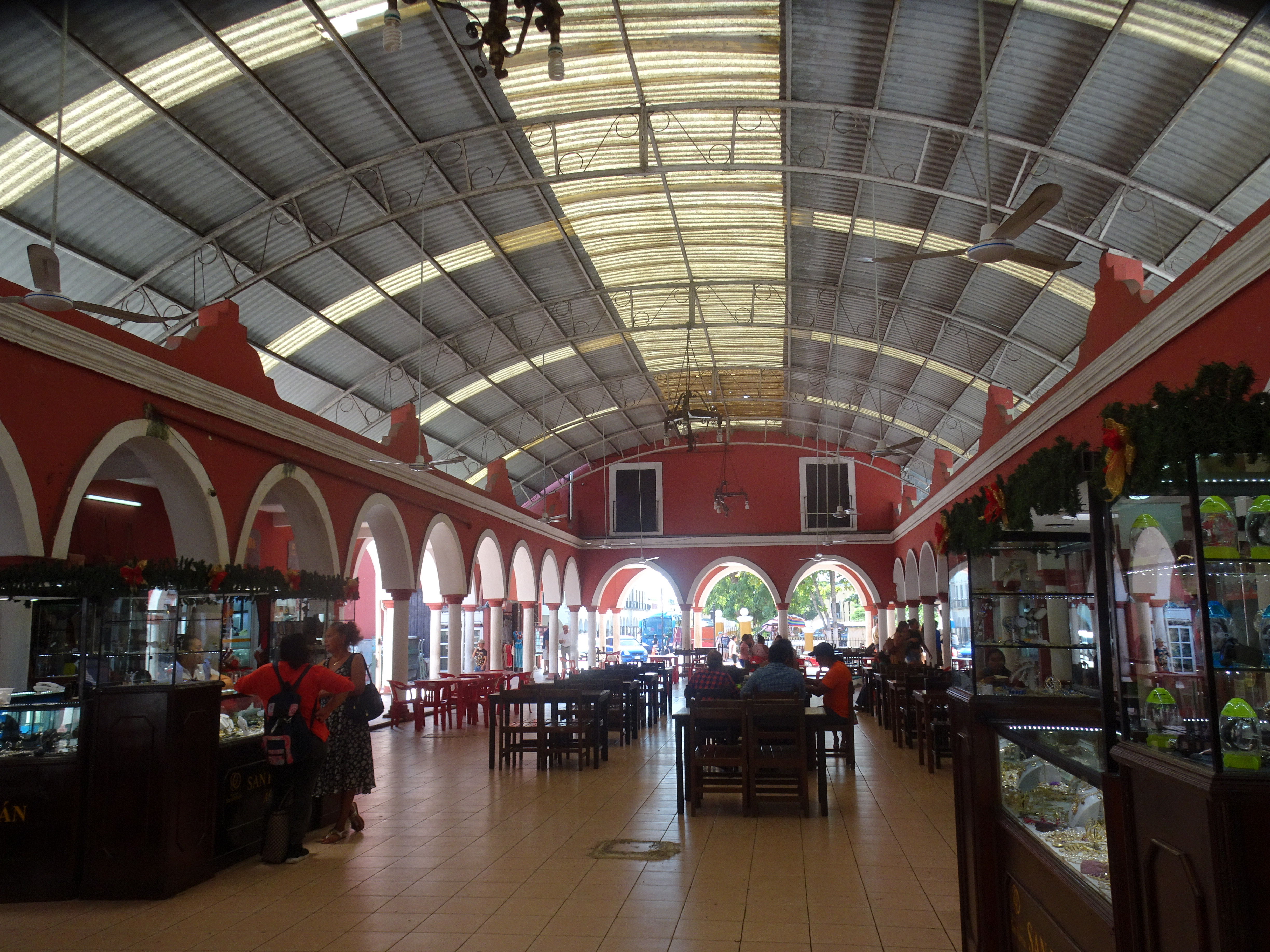
Hala targowa Bazar Municipal
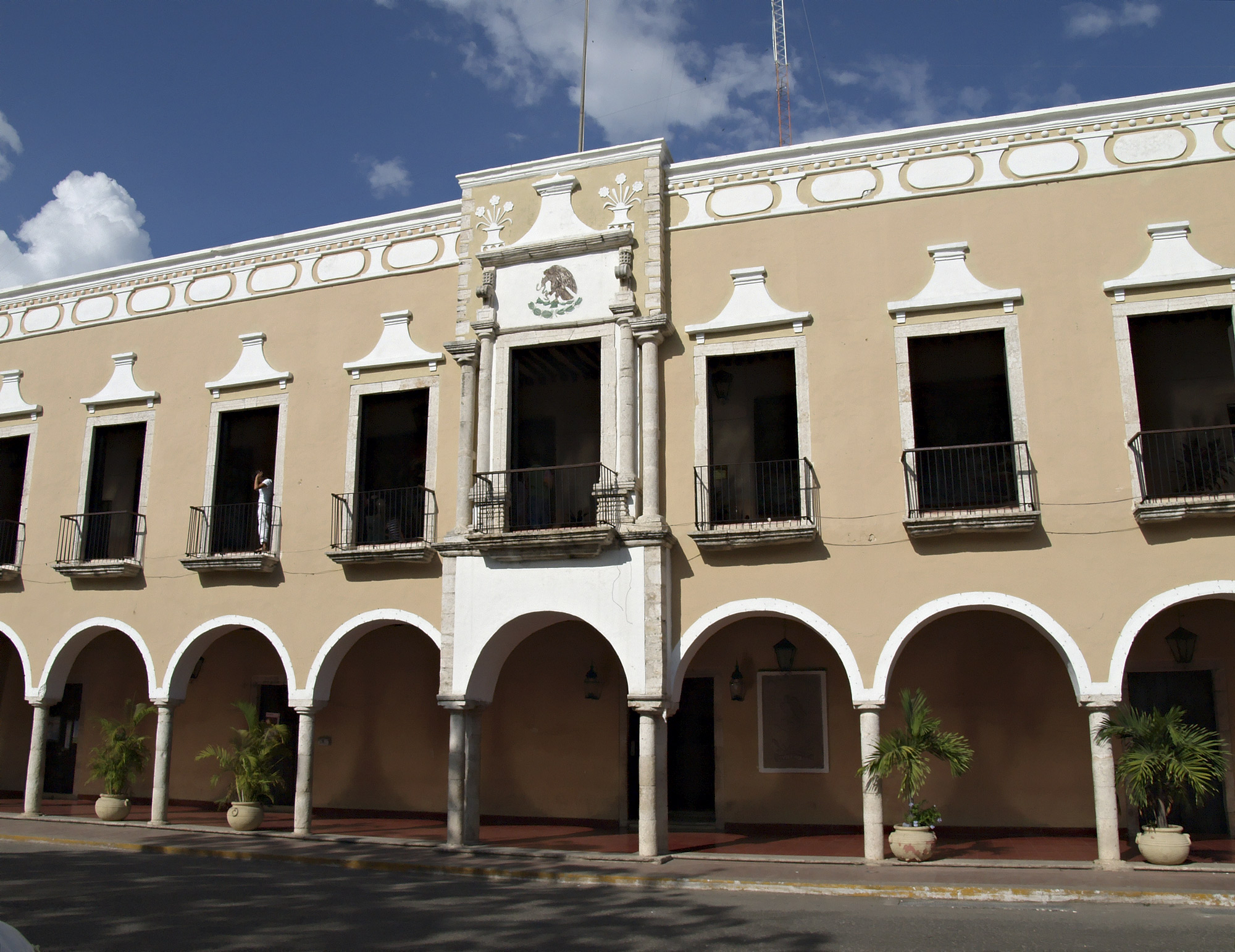
Budynek urzędu miasta
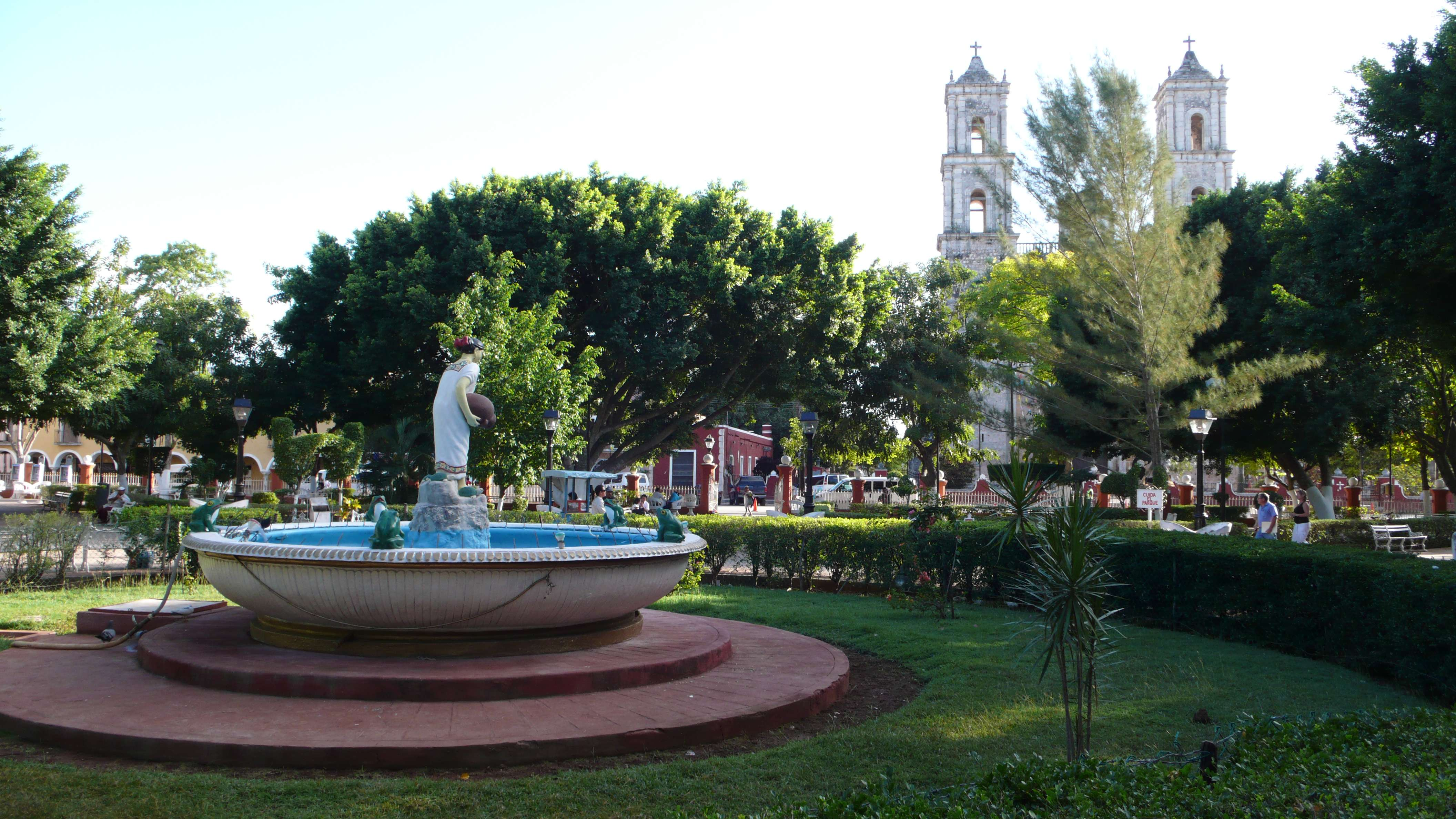
Park w centrum miasta
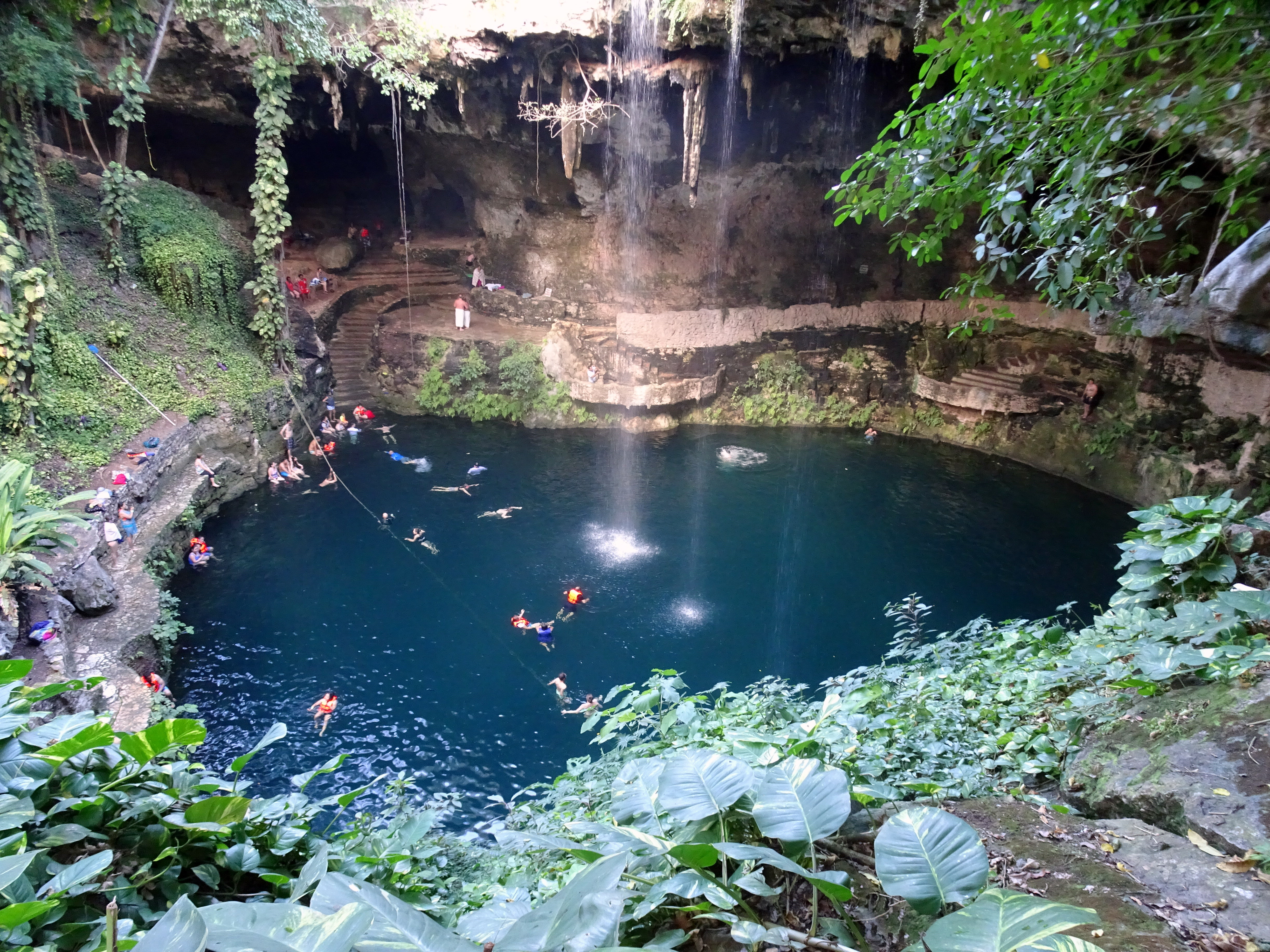
Cenote Zaci

Dzielnica Sisal
- Dawny klasztor i kościół San Bernandino de Siena – najstarszy kościół katolicki na Półwyspie Jukatan[13] i klasztor franciszkanów, w którego ogrodzie znajduje się cenota obudowana jako studnia

- Ulica Calzada de los Frailes

- Park Parque de Sisal

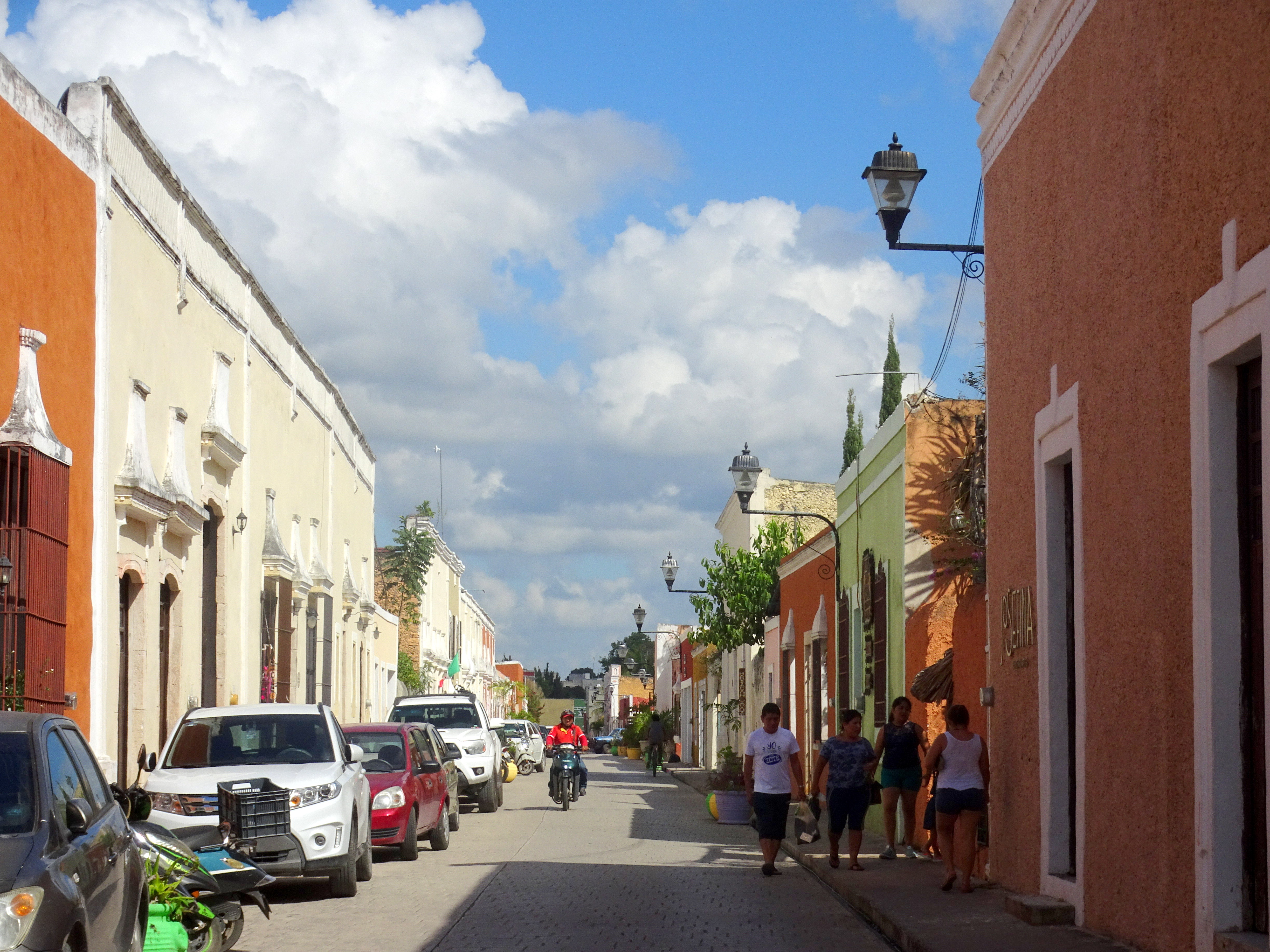
Calzada de los Frailes
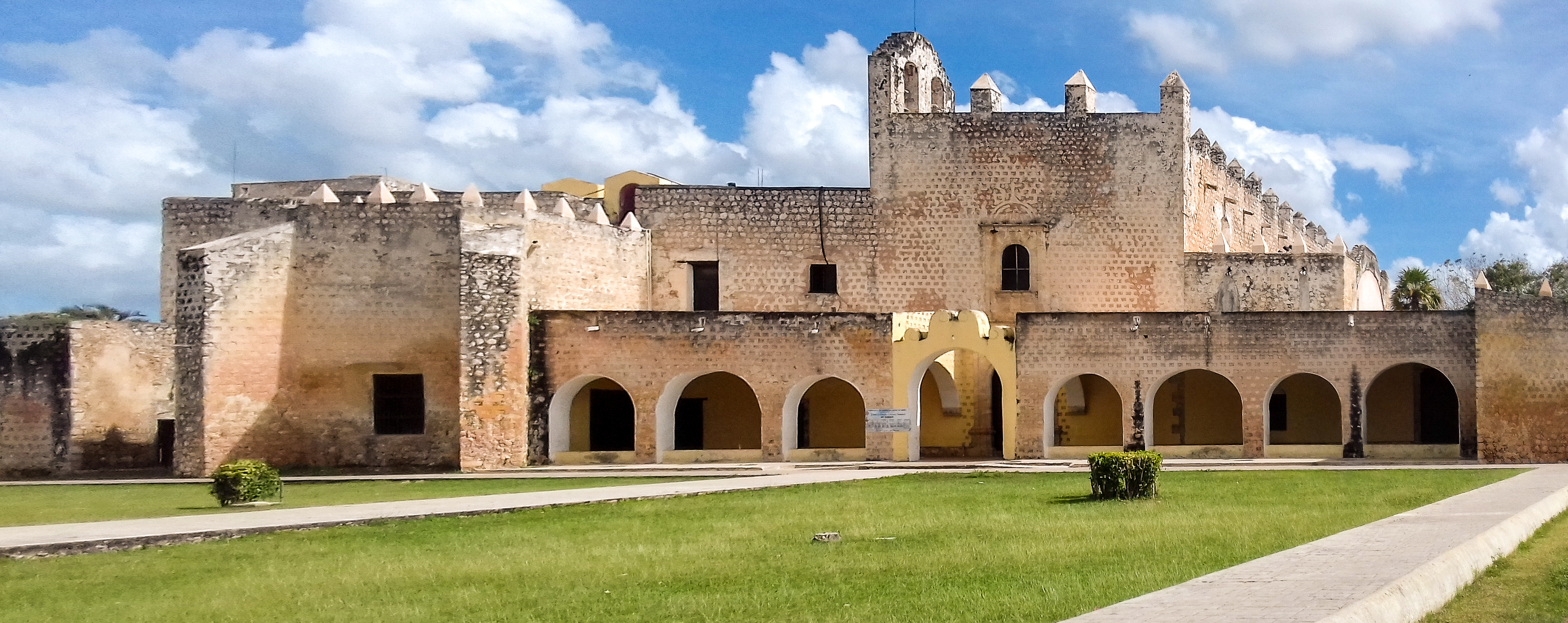
Klasztor i kościół San Bernardino de Siena
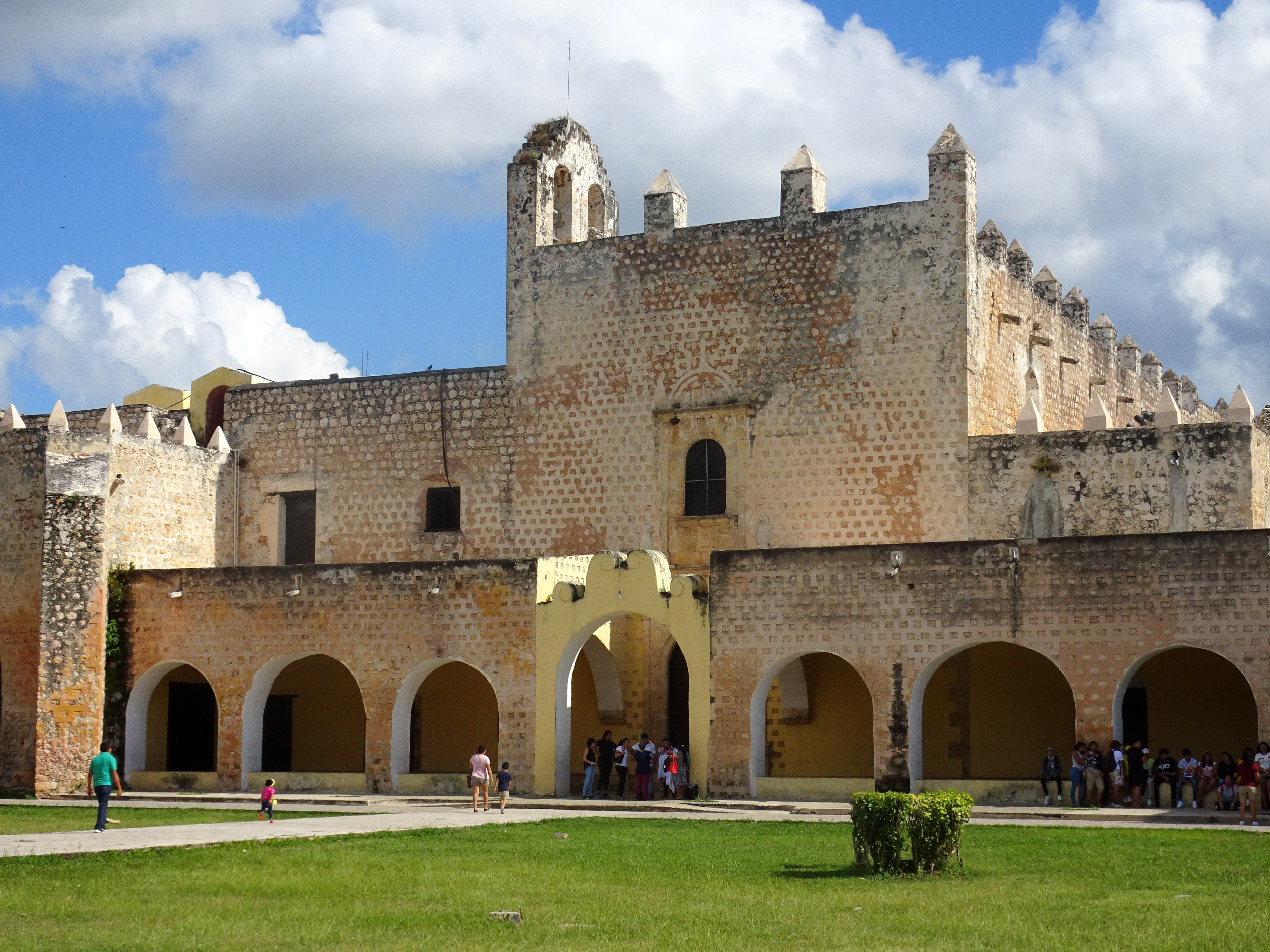
Klasztor San Bernardino
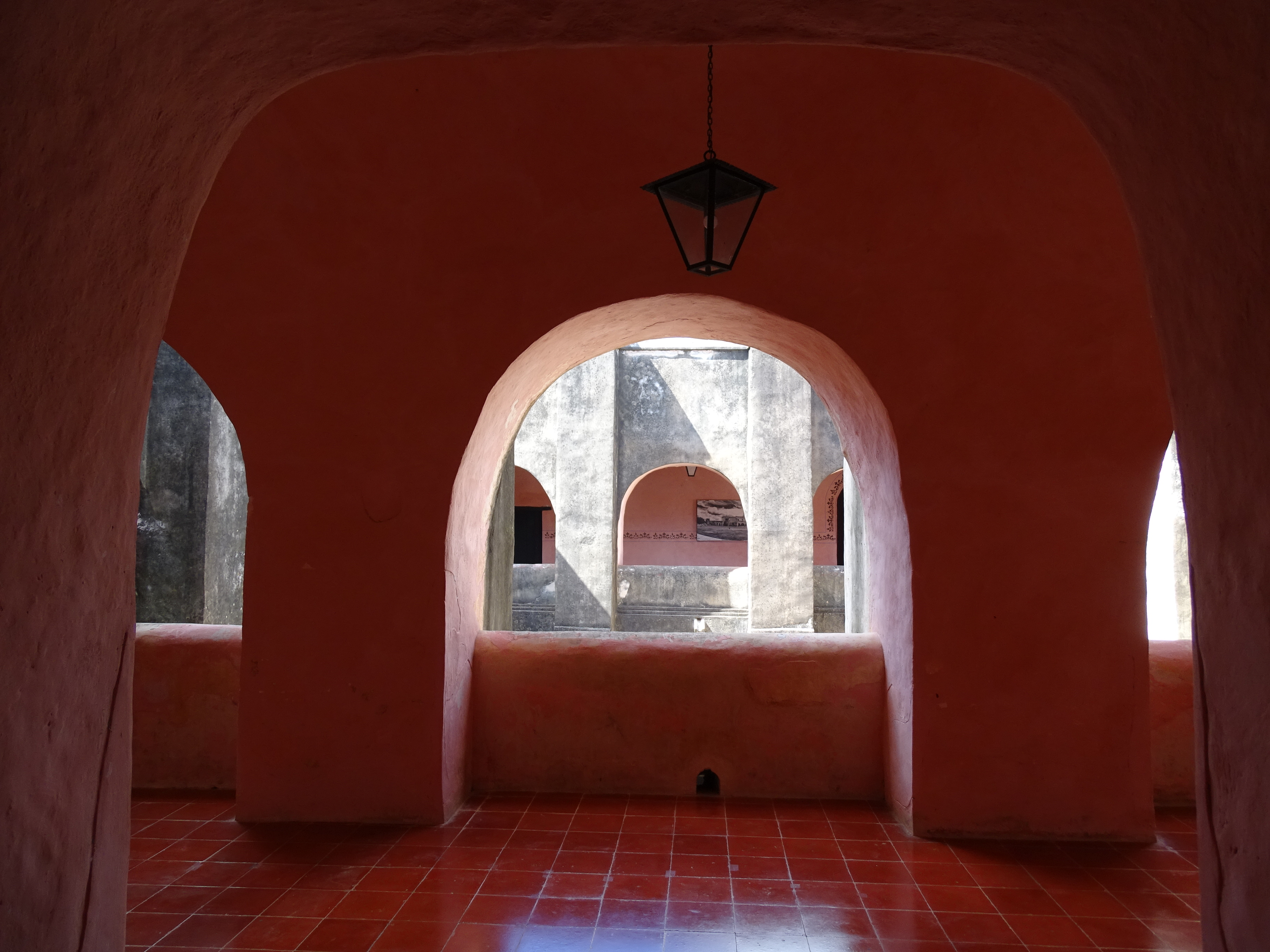
Dziedziniec klasztoru San Bernardino
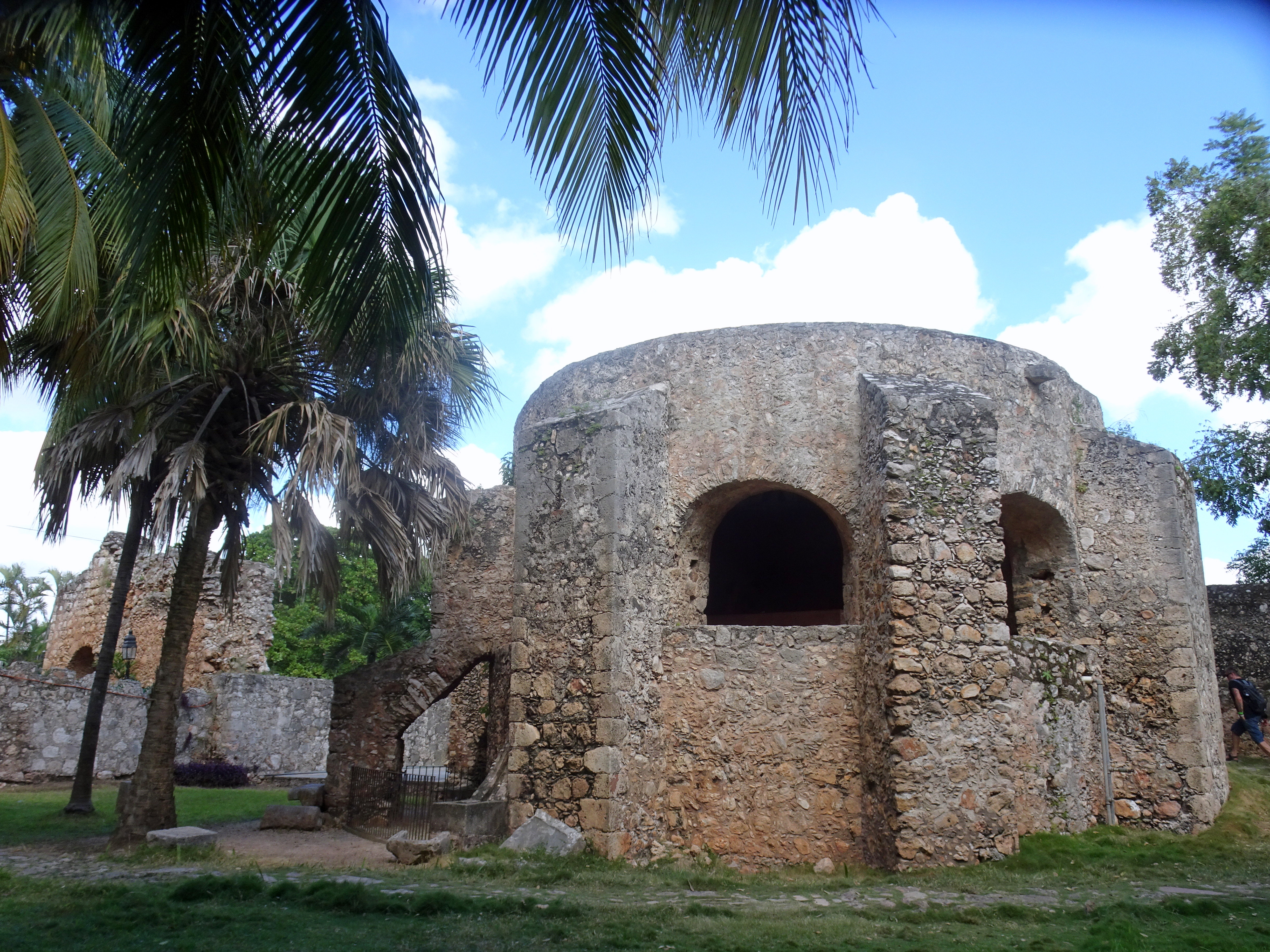
Studnia nad cenotą, klasztor San Bernardino
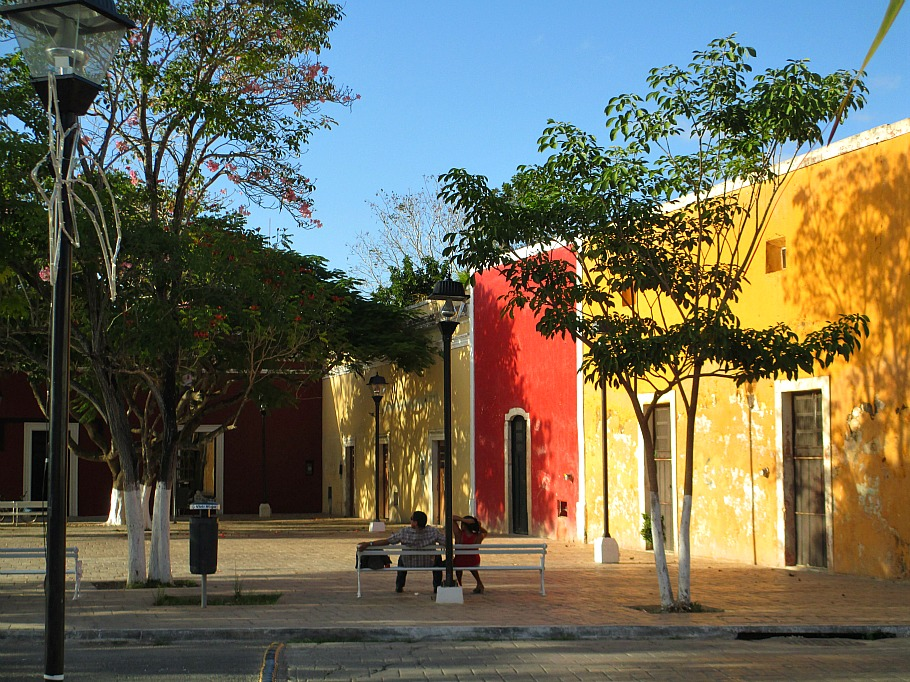
Park w dzielnicy Sisal

Dzielnica Candelaria
- Kościół Nuestra Señora de la Candelaria

- Park Nuestra Señora de la Candelaria

- Targowisko Mercado Municipal „Donato Bates Herrera”

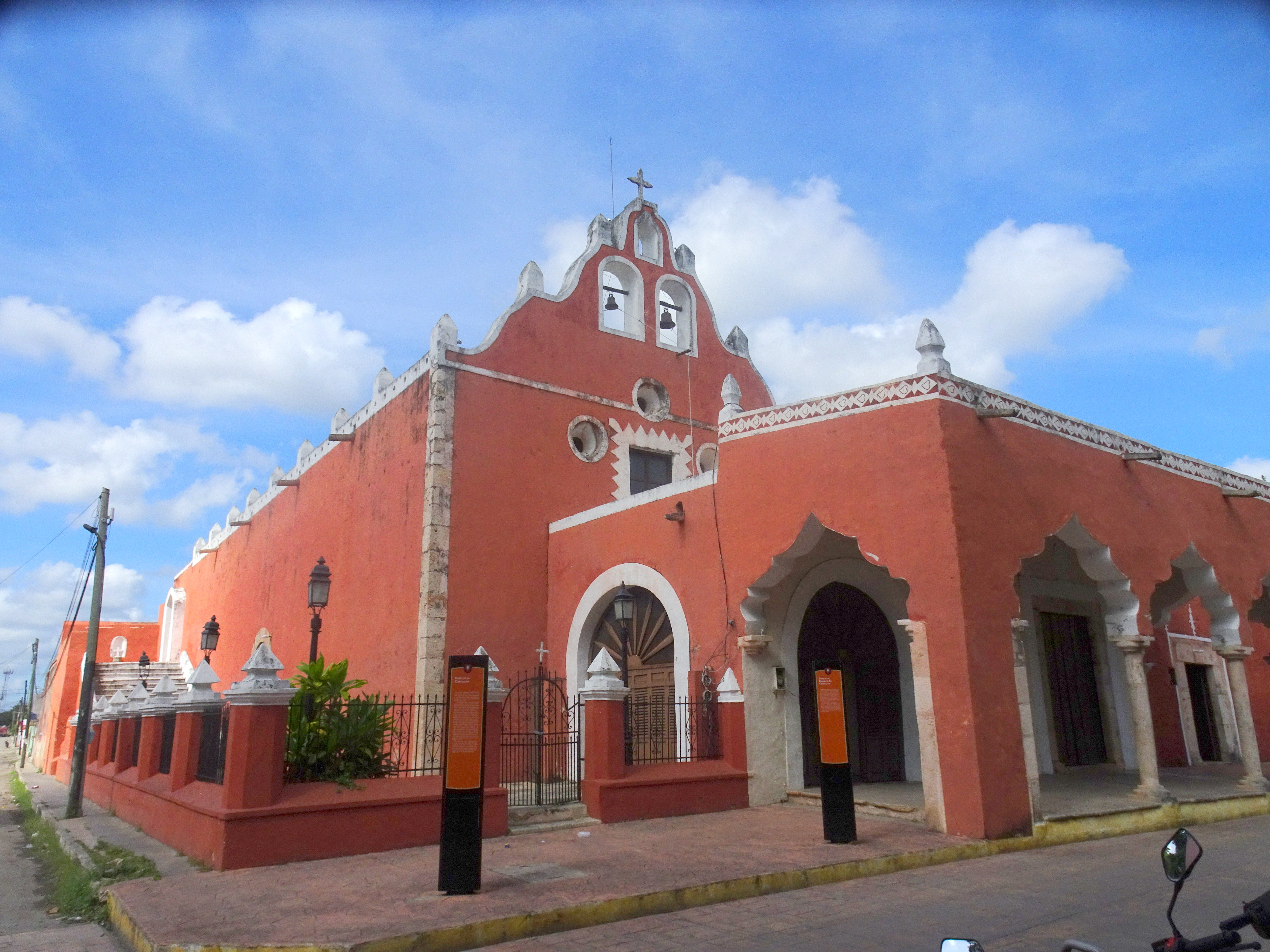
Kościół Nuestra Señora de la Candelria
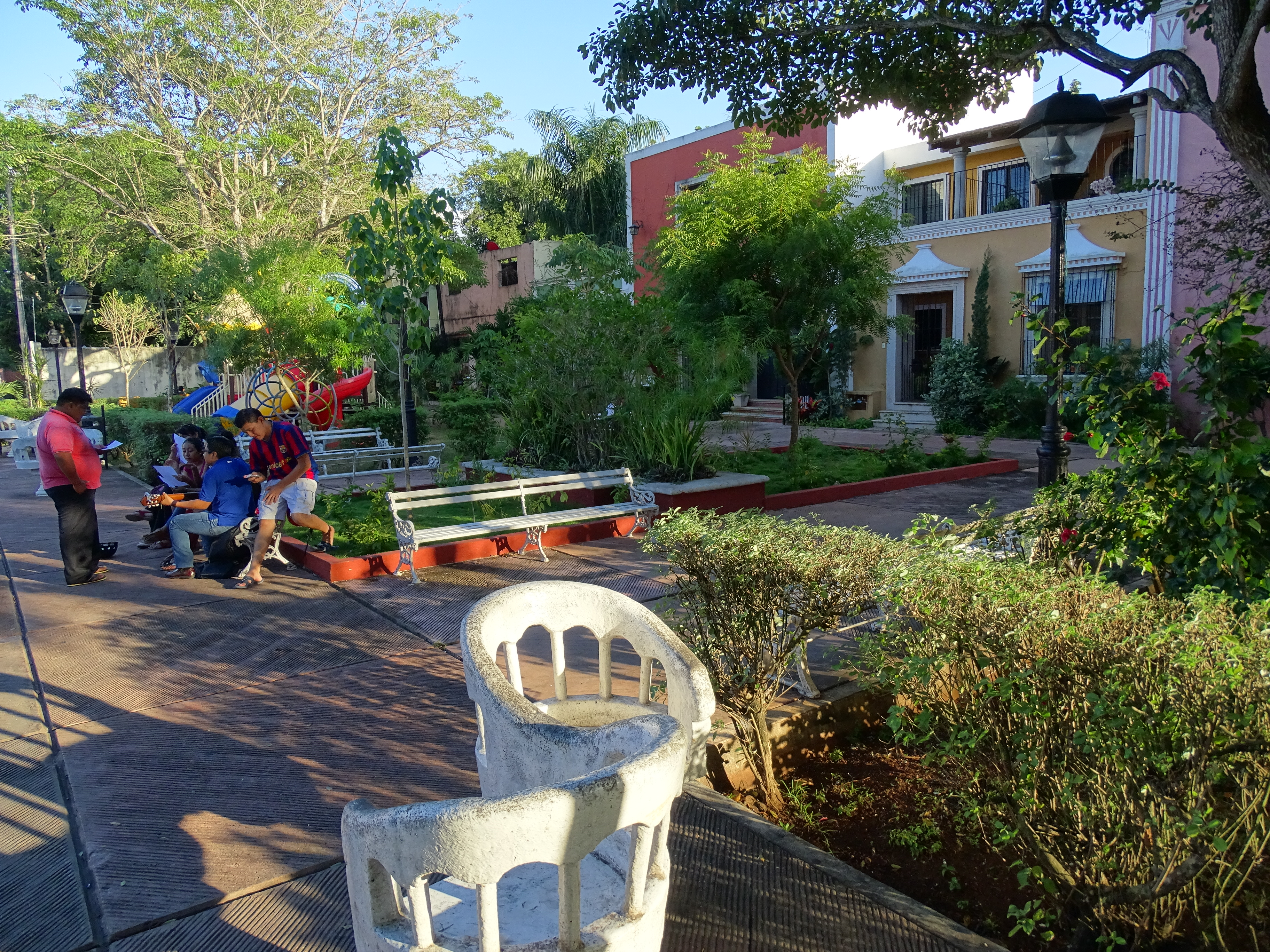
Skwer de la Candelaria
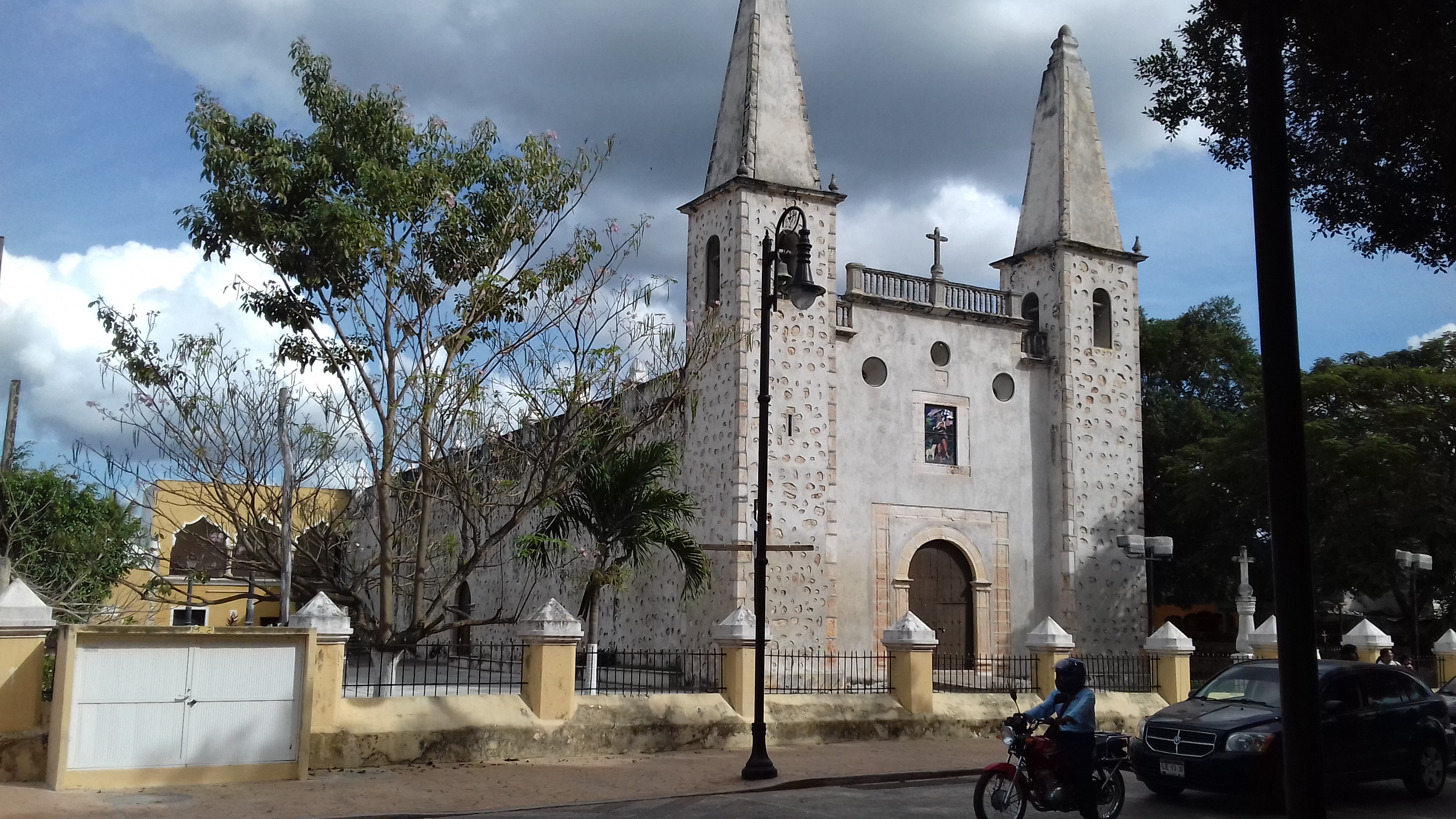
Kościół San Juan
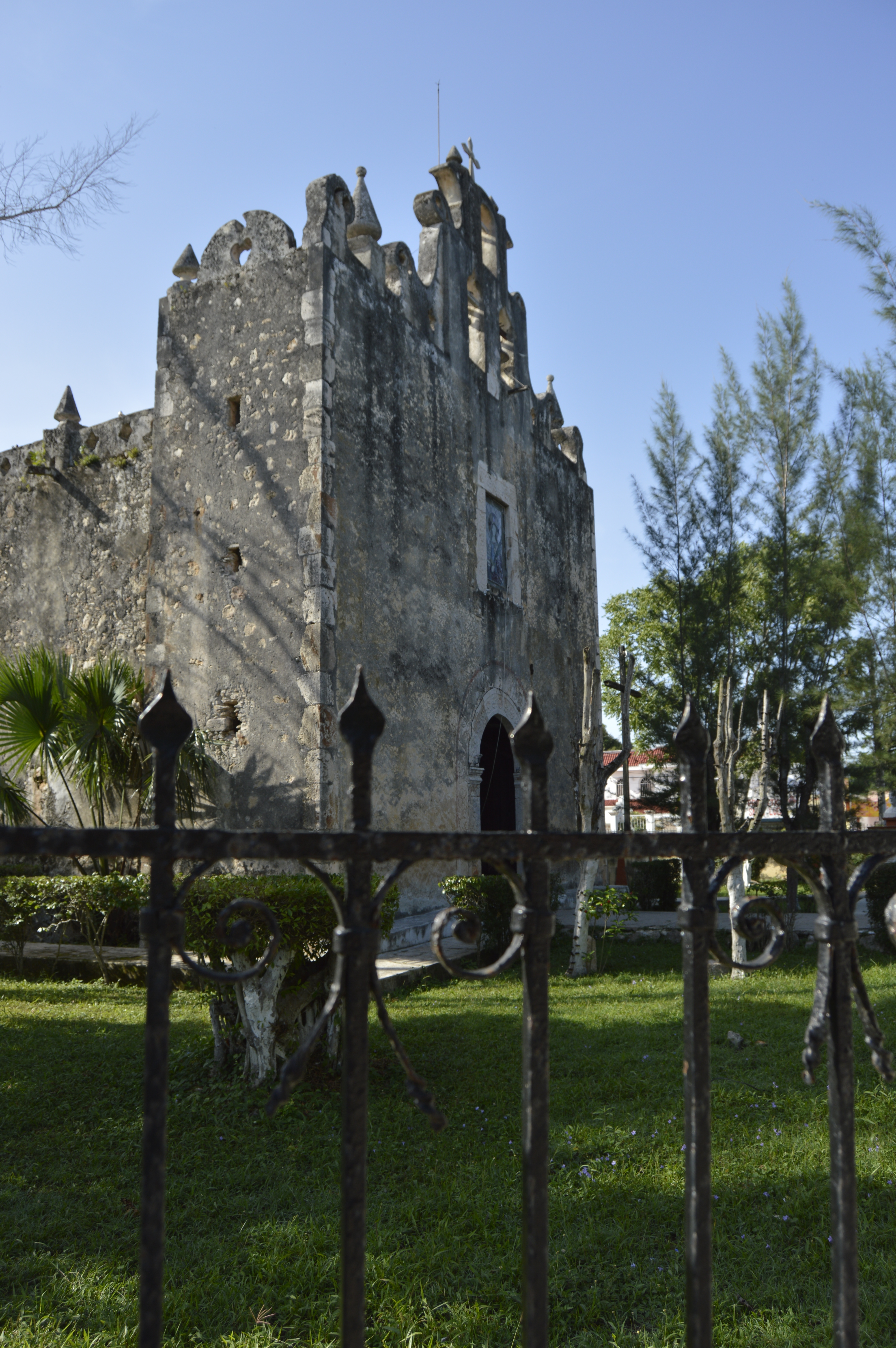
Kościół Santa Lucia

Dzielnica Santa Lucia
- Kościół Santa Lucía

- Park Santa Lucía

Dzielnica San Juan
- Kościół San Juan de Dios

- Park San Juan de Dios